# The Honest Company
The Honest Company est une entreprise spécialisée dans les produits biologiques pour les enfants et pour la maison, créée par Jessica Alba en 2011.

## Historique
Jessica Alba, a déclaré qu’elle a eu l’idée de créer The Honest Company à la suite de la naissance de son premier enfant en 2008, en lisant la composition des produits destinés aux bébés. Prise de panique par la toxicité des ingrédients de ces produits, Alba fonde The Honest Company, spécialisée dans les produits biologiques pour la maison et pour les enfants. Elle a été accompagnée dans cette aventure par l’auteur du best-seller « Healthy Child Healthy World », Cristopher Gavigan. L’actrice a réussi également à convaincre les investisseurs Brian Lee et Sean Kane à la rejoindre dans ce projet ambitieux.
En 2012, la start-up a réalisé 10 millions de dollars de vente. En 2013, The Honest Company réalise un chiffre d'affaires évalué à 50 millions de dollars.
En 2014, la société a totalisé un chiffre d'affaires estimés à 150 millions de dollars, soit le triple du chiffre d'affaires réalisés en 2013.
En 2015, The Honest Company a développé sa première ligne de produits cosmétiques. La même année elle a annoncé que ses produits seront distribués en Corée du Sud. En septembre 2015, plusieurs consommateurs accusent la marque de vendre des crèmes solaires défectueuses. Face à cette première crise, The Honest Company diffuse sur son site web un tutoriel qui explique le mode d'emploi de ses crèmes.